# سیدنی باوزر
سیدنی باوزر (به انگلیسی: Sidney Bowser)) (زادهٔ ۵ آوریل ۱۸۹۱ - درگذشته ۱۰ فوریه ۱۹۶۱) بازیکن فوتبال اهل انگلستان بود که سابقهٔ بازی در تیم ملی فوتبال انگلستان را در کارنامهٔ خود دارد. وی در تاریخ ۲۵ اکتبر ۱۹۱۹ تنها بازی ملی خود را در مقابل تیم ملی فوتبال ایرلند انجام داد.